# Хатидже Турхан
Хатидже Турхан е майка и валиде султан на османския султан Мехмед IV. Родена е през 1627 година и е от рутенски произход. Тя ражда първия син на султан Ибрахим I, бъдещия Мехмед IV, и едва 24-годишна става негов регент и фактически владетел на Османската империя. За да защити живота на сина си Мехмед IV, Хатидже Турхан заповядва да убият баба му Махпейкер Кьосем Султан, след като разбира, че смята да го свали от престола и да го замени с друг от внуците си. Умира на 5 юли 1683 година.